# 面高俊雄
面高 俊雄（おもたか としお、1882年（明治15年）7月10日 - 1947年（昭和22年）1月6日）は、大日本帝国陸軍軍人。最終階級は陸軍少将。

## 経歴
鹿児島県出身。1902年（明治35年）11月、陸軍士官学校第14期卒業。
1927年（昭和2年）7月に第9師団兵器部長を経て、1929年（昭和4年）8月に陸軍砲兵大佐に進む。
ついで、1930年（昭和5年）8月に陸軍技術本部附、1932年（昭和7年）8月に野戦重砲兵第4連隊長を経て、1933年（昭和8年）4月に本職を免ぜられ、1934年（昭和9年）8月1日に陸軍少将に進級と同時に待命、同月30日に予備役に編入した。

## 栄典
勲章
- 1940年（昭和15年）8月15日 - 紀元二千六百年祝典記念章[3]